# XXXTentacion
Jahseh Dwayne Ricardo Onfroy, ismertebb nevén XXXTentacion (Plantation, Florida, 1998. január 23. – Deerfield Beach, Florida, 2018. június 18.) amerikai zenész és rapper. Élete során számos kislemeze és két stúdióalbuma jelent meg, az első 2017. augusztus 25-én 17, a második 2018. március 16-án ? címen. Harmadik stúdióalbumát Skins címen posztumusz, 2018 decemberében adták ki, majd 2019 decemberében kiadták utolsó albumát, Bad Vibes Forever címmel.

## Életpályája
Jahseh Dwayne Ricardo Onfroy 1998. január 23-án született Plantationben (Broward megye) afroamerikai anya és jamaicai apa gyermekeként. Nagyrészt a nagyanyja nevelte, mert az édesanyja nem állt jól anyagilag. Onfroy egyiptomi, indiai, német, jamaikai és olasz felmenőkkel is rendelkezett. Hatéves volt, amikor megpróbált leszúrni egy embert, aki rátámadt az édesanyjára. Ezután elhelyezték egy nevelő programban, mielőtt arra kényszerítették volna, hogy a nagyanyjával éljen. Floridában nevelkedett, de Lauderhillben töltötte gyerekkora nagy részét.
Zenei érdeklődése akkor kezdődött, amikor a nagynénje rábeszélte, hogy csatlakozzon az iskolai kórushoz és később a templomi kórushoz. Nem sokkal később elküldték az iskolai kórusból, mert megtámadott egy gyereket. Sok középiskolából kizárták, mivel nagyon sokat verekedett. Ezt követően az anyja beíratta a Sheridan House Family Ministriesbe. Ez idő alatt kezdett el nu metalt, hard rockot és rapet hallgatni, illetve zongorán és gitáron játszani.
A Piper High Schoolba járt, amíg ki nem rúgták a 10. osztályból. Akkoriban kívülállóként írta le saját magát. Népszerűségének ellenére nagyon csendes volt, de gyakran verekedett. Onfroy nem volt sportos alkat akkoriban, elmondása szerint bizonytalan és depressziós volt.

## Karrier

### 2013-2016: Karrier kezdete és aLook at Me
Onfroy karrierje 2013-ban kezdődött, mikor kiadta a News/Flock című számát. Stokeley Goulbourne-nel (művésznevén: Ski Mask the Slump God) a fiatalkorúak börtönében töltött idejében ismerte meg, ahol fegyverbirtoklásért tartották. Más források szerint középiskolában találkoztak. Onfroy azt mondta börtönben töltött idejéről, hogy tisztelettel tekintett az őrökre és segített társainak. Onfroy egyszer megtámadta egyik homoszexuális bennlakó társát, mert őt nézte miközben öltözött.
Ugyanebben az évben, miután kiengedték, ismét találkozott Goulbourne-nal, hogy betörjenek több különböző házba, pénzszerzés céljából. Onfroy vásárolt egy Blue Snowball mikrofont és ezzel kezdett el zenét felvenni. Rávette Goulbournet, hogy kövesse példáját. Onfroy ekkor vette fel az XXXTentacion művésznevet és kiadta első hivatalos dalát, a Vice Cityt, a SoundCloud internetes portálon. Csatlakozott Ski Mask the Slump God Very Rare csoportjához, amely után megalapította a saját együttesét, a Members Onlyt, amelybe később Ski Mask is belépett. Művészneve a magyar "kísértés" szó spanyol megfelelője.
Onfroy első középlemezét 2014. november 21-én adta ki, The Fall címen. 2015-ben Ski Maskkel együtt kiadott egy mixtape-et, Members Only Vol. 1 címen, majd a növekvő Members Only kollektívával együtt a Members Only Vol. 2-t. 2015. december 30-án töltötte fel a Look at Me első verzióját Rojas, a dal producere, a SoundCloud fiókjára.
2016. április 28-án kiadta a Willy Wonka Was a Child Murderer középlemezét, amely heavy metal és indie zene által inspirált volt. 2016-ban otthagyta munkáját és összeköltözött Denzel Curry rapperrel. 2016 júliusában Onfroyt letartóztatták tolvajlás és fegyverrel elkövetett erőszak vádjával. Miután kifizette a 10 ezer dolláros óvadékot, folytatta a munkát a Bad Vibes Forever albumán, amely eredetileg 2016. október 31-én jelent volna meg. Októberben ismét letartóztatták tanúk befolyásolása és terhes barátnőjének bántalmazásának vádjával.

### 2017: szabadulás, a17és azA Ghetto Christmas Carol
A zeneiparba 2017 elején tört be a Look at Me című számával. A dal elérte a Billboard Hot 100 34. és a kanadai slágerlista legjobb negyven helyét. Kétszínű haját Szörnyella de Frász karaktere inspirálta a Száz meg egy kiskutya meséből. Börtönben töltött idejében Soloman Sobande lett a menedzsere, akivel haláláig dolgozott. Annak ellenére, hogy fogságban volt, több nagy kiadó is szerződést ajánlott neki. Onfroy az Empire Distributionnel kötött szerződést.
Miután kiengedték 2017. április 18-án, kiadott három további dalt a SoundCloudon. Egy WMIB-val készített interjúban elmondta, hogy két albumon is dolgozott, a Bad Vibeson és a 17-en.
2017. április 28-án jelentette be első országos turnéját, The Revenge Tour néven. A turné során Onfroyt kiütötték a színpadon egy koncert közben, egy rajongóját megkéselték és a rapper maga is megütött egy rajongót. 2017. június 24-én lemondta a turné hátralévő részét, mert unokatestvérét meglőtték.
2017. május 16-án adta ki első mixtape-ét, a Revenge-et, majd a Members Onlyval a Members Only Vol. 3-t június 26-án.
Onfroy fellépett Kendrick Lamar DAMN. turnéján a Staples Centerben, Los Angelesben.
2017 augusztusában kiadta 17 című albumát, amin az egyetlen platinalemeze és egyben egyik legnépszerűbb dala, a "Jocelyn Flores" is megtalálható. Az album második helyen debütált a Billboard 200-on és az első héten 86 ezer példány kelt el belőle. A "Jocelyn Flores" 31. helyig jutott a Billboard Hot 100-on. Ezek mellett szerepelt a slágerlistán a Revenge, a Fuck Love, az Everybody Dies in Their Nightmares, a Depression & Obsession, a Save Me és a Carry On is. Közreműködött Kodak Black "Roll in Peace" dalán.
2017. szeptember 12-én kiadta első videóklipjét, a Look at Mehez. Októberben bejelentette visszavonulását. Onfroy többször is fenyegetőzött már ilyen kijelentésekkel, de sose vitte véghez bejelentéseit. 2017. október 30-án azt mondta, hogy akkor folytatja a zenélést, ha Ski Mask újra a barátja lesz. Egy Instagram élő adásban azt mondta, hogy egy ideig biztos nem fog zenét készíteni.
2017. szeptember 21-én vokálja szerepelt Noah Cyrus Again kislemezén.
2017. november 17-én jelentette be következő albumát, a Bad Vibes Forevert. 2017. december 11-én kiadta A Ghetto Christmas Carol középlemezét. Egy nappal bírósági meghallgatása előtt bejelentette három albumának címét, amelyek 2018-ban jelentek volna meg, a Skins-t, a Bad Vibes Forevert és a ?-ot.

### 2018: a?és YouTube
2015. június 23-án Onfroy elkezdett tartalmat gyártani az xxxtentacion YouTube csatornáján, amelyre korábban csak zenét töltött fel. A csatornának 30 millió feliratkozója van és több, mint 5.7 milliárd megtekintéssel rendelkezik. Onfroy az év elején bejelentette, hogy elkészült az albuma és készen állt a kiadásra.
2018. február 2-án adta ki első kislemezét, a Shining Like the Northstart. Február 21-én kiadta a Hope-ot SoundCloudon és a parklandi iskolai lövöldözés áldozatainak ajánlotta. 2018. március 2-án kiadott két dalt, a Sad!-et és a Changes-t, mindkettő kislemez volt a ?-ról. A "Sad!" 17. helyen debütált, amivel legsikeresebb dala lett az Egyesült Államokban. Onfroy halála után elérte az első helyet is. Június 28-án jelent meg a Moonlight és a Hope videóklipje.
2018. március 12-én jelentette be második stúdióalbumának, a ?-nak a megjelenési dátumát és a számlistáját. 2018. március 16-án jelent meg a ? és első helyen debütált a Billboard 200-on. Az album megjelenése után nem sokkal, Onfroy aláírt egy tíz millió dollárt érő szerződést az Empire Distributionnel.
Húszéves korában Deerfield Beachen, Floridában az utcán lőtték le motorvásárlás után, majd a kórházba szállítását követően már csak a halál beálltát tudták megállapítani. Onfroyt sokan Kurt Cobainhez hasonlították a halála után, illetve a rap műfaj kedvelői pedig a 21. század Tupac Shakurjának is elnevezték.

## Posztumusz projektek
2018. június 21-én Ghost Busters címen jelent meg első posztumusz dala Trippie Reddel, Quavoval és Ski Maskkal. Pár hónappal később megnyerte a Best New Hip Hop Artist díjat a BET Hip Hop díjátadón és a Favourite Album-Soul/R&B díjat az American Music Awardson a 17-ért.
2018. augusztus 31-én Sauce Walka kiadta a Drip God mixtape-ét, amelyen szerepelt egy közreműködés Onfroy-jal, a Voss.
2018. augusztus 17-én iLoveMakonnen bejelentett egy dalt Onfroy és Lil Peep közreműködésével. Onfroy Peep halála után vette fel a vokálokat. A kislemez 2018. szeptember 19-én jelent meg.
2018. szeptember 27-én Kanye West bejelentette, hogy Onfroy szerepelni fog következő albumán, a Yandhin. Onfroy szerepelt Lil Wayne tizenkettedik stúdióalbumán, a The Carter V-n, a Don’t Cry dalon. A videóklip Onfroy születésnapján jelent meg.
2018. október 22-én Onfroy menedzsere, Soloman Sobande bejelentette, hogy nemsokára meg fog jelenni a rapper harmadik stúdióalbuma. 2018. október 25-én megjelent az Arms Around You dal, amely egy kollaboráció Skrillex, Onfroy, Lil Pump, Maluma és Swae Lee között. Eredetileg 2017-ben vette fel Onfroy a dalt Rio Santanával, de a 2018-as megjelenésen nagyobb nevű előadókra cserélték.
2018. november 9-én jelent meg az első kislemez a Skins albumról, a Bad!. Onfroy szerepelt Ty Dolla Sign és Lil Wayne Scared of the Dark dalán, amely a Pókember: Irány a Pókverzum! filmzenei albumának része volt.
2019. január 23-án megjelent a Members Only, Vol. 4.
2019. június 12-én Craig Xen kiadta a Run It Back! dalát, amin szerepelt Onfroy.
2019. július 21-én megjelent a Royalty című szám, amelyen közreműködtek Bob Marley gyermekei, Ky-Mani Marley, Stefflon Don és Vybz Kartel. Az első dal volt a negyedik és egyben utolsó, Bad Vibes Forever albumról, ami 2019. december 6-án jelent meg.
Onfroy 2022-ben szerepelt Kanye West Donda 2 albumán, a True Love és a Selfish dalokon.

## Halála
2018. június 18-án ismeretlenek lelőtték Floridában, helyi idő szerint hétfő délután. A zenész épp motorkerékpár-vásárlás után indult volna el, mikor valaki odafutott a kocsijához, és tüzet nyitott rá. Azonnal kórházba szállították, de egy órával később a Boward megyei seriff megerősítette a TMZ tv-csatornának, hogy a rapper meghalt. A rendőrök két fekete elkövetőt keresnek, mindketten kapucnit húztak a fejükre, a lövéseket leadó személyen piros maszk volt. XXXTentacion, igazi nevén Jahseh Dwayne Onfroy mindössze 20 éves volt. A Broward megyei vádesküdtszék a 22 éves Dedrick Williams, a 22 éves Michael Boatwright, a 20 éves Trayvon Newsome és a 22 éves Robert Allen ellen emelt vádat az ügyben. A bírósági dokumentumok szerint egy sötét színű városi terepjáró (SUV) állta el az útját az XXXTentacion által vezetett autónak, amikor a rapper kihajtott a Riva Motor Sports nevű motorkerékpárboltból.

## Diszkográfia
Stúdióalbumok
- 17 (2017)
- ? (2018)
- Skins (2018)
- Bad Vibes Forever (2019)
- Look At Me: The Album (2022)

Mixtape-ek
- Revenge (2017)
- Members Only, Vol. 1 (2015) - a Members Only tagjaként
- Members Only, Vol. 2 (2015) - a Members Only tagjaként
- Members Only, Vol. 3 (2017) - a Members Only tagjaként
- Members Only, Vol. 4 (2019) - a Members Only tagjaként

Középlemezek
- Ice Hotel (2014)
- The Fall (2014)
- Heartbreak Hotel (2015)
- Itwasntenough (2016)
- Willy Wonka Was a Child Murderer (2016)
- A Ghetto Christmas Carol (2017)

## Díjak
| Év   | Díjátadó              | Díj                        | Jelölt       | For.   |
| ---- | --------------------- | -------------------------- | ------------ | ------ |
| 2018 | American Music Awards | Favourite Album - Soul/R&B | 17           | [ 54 ] |
| 2018 | BET Hip Hop Awards    | Best New Hip Hop Artist    | XXXTentacion | [ 55 ] |